# Pseudanthessius madrasensis
Pseudanthessius madrasensis is een eenoogkreeftjessoort uit de familie van de Pseudanthessiidae. De wetenschappelijke naam van de soort is voor het eerst geldig gepubliceerd in 1968 door Reddiah.